# ده شاهي (زلاغي الشرقي)
ده شاهي (بالفارسية: ده شاهی) هي قرية تقع في إيران في قسم زلاغي الشرقي الریفي. يقدر عدد سكانها بـ 115 نسمة .